# Vaccinium uliginosum
```

```

Плава боровница, црнозрна боровница или млајевка (Vaccinium uliginosum), листопадна је жбунаста биљка из породице вресова (Ericaceae).

## Опис биљке
Плава боровница је мали листопадни жбун просечне висине између 10 и 75 цм (ређе до 1 метра висине) са дрвенастим стабљикама смеђе боје. За разлику од сродне врсте Vaccinium myrtillus (црна боровница) њено стабло је у целости дрвенасто и нешто је светлије (иако су обе врсте физиономски јако сличне). Листови су дугуљасти, дужине од 4 до 30 милиметара, ширине 2−15 мм, плавкасто-зелене боје, глатки и заобљени на врху. У јесен листови добијају црвенкасту боју и опадају. Цветови су висећи на кратким дршкама и појединачни. Имају облик звонца беле и светло розе боје, дужине 4−6 мм. Биљка цвета средином пролећа. Плод је јестива бобица тамноплаве боје пречника 5−8 мм, доста слатка кад је зрела. Унутрашњост бобице је знатно светлија у поређењу са црном боровницом, а сам сок је знатно блеђи. Плод се задржава на биљци чак и кад са ње опадне лишће. 
Коренов систем је влакнаст, а приметно је одсуство коренових длачица. Апсорпција нутритијената из тла одвија се помоћу микоризних гљива. 
Веома је отпорна на ниске температуре, а животни век појединачне биљке је и до сто година. 

## Распрострањеност
Плава боровница је аутохтона врста умерених и умерено хладних подручја северне хемисфере. Расте на киселом ( 4—5) и влажном земљишту, на висинама од нивоа мора на Арктику, до 3.400 метара у јужном делу ареала. Њен ареал простире се од Исланда и Британских острва на западу, све до Јапана и Корејског полуострва на истоку. На југ се простире до Балканског полуострва, Турске, Кавказа и Пиринеја. У Северној Америци расте од Аљаске до Њуфаундленда, и на југ до Сијера Неваде у Калифорнији и на Стењаку Јуте.
- Цветови
- Зрели плодови
- Плод под пресеком
- Биљка у касну јесен
- Стабло у крупном плану